# Невиновная молодая женщина
«Невиновная молодая женщина» — кинофильм.

## Сюжет
После кражи драгоценностей свобода Томми Лэйна тяжела. Из-за него пострадала молодая женщина — его подружка Кристен арестована, осуждена и брошена в тюрьму в Оклахоме, где она подвергается жестоким преследованиям со стороны других заключённых женщин и тюремщиков. Томми не позволяет ей пропасть там; вскоре он находит способ попасть в ту же тюрьму, но по другую сторону «барьера», — получает шанс стать охранником под руководством безжалостного директора тюрьмы, чтобы помочь бежать подруге.

## В ролях
- Дэвид Кит — Томми Лэйн
- Кристен Клоук — Кристен
- Карен Хенсел — Scary Mary
- Ким Данзер — Дина
- Джон Каденхэд — шериф Уэйд
- Памела Браун — Офелия
- Тони Пэйн — Пит Манц
- Джени Лэйн — в роли самой себя
- Дебора Мэй — миссис Чарльс
- Рэй Шарки — Уорден Хайс
- Карен Блэк — Вланш
- Лоретта Дивайн — Джуди
- Чарли Спрэдлинг — Джой
- Рик Дин — майор Скиннер
- Пэдди Эдвардс — мисс Би

## Дополнительная информация
Фильм также известен под другими названиями:
- «Hotel Oklahoma»
- «Innocent Young Female» (в видеопрокате Великобритании)
- «Jail Force» (в США)